# Aster (archer)
Pour les articles homonymes, voir Aster.
Aster fut un habile archer grec du IVe siècle av. J.-C.

## Biographie
Natif d'Amphipolis, Aster est connu pour sa vengeance à l'encontre de Philippe II de Macédoine, qui avait refusé ses services.
Lors du siège de Méthone, il lui perça l'œil droit avec une flèche sur laquelle étaient écrits, dit-on, les mots : « À l'œil droit de Philippe. » En réponse, le roi aurait jeté dans la place une flèche avec ces mots : « Si la ville est prise, Aster sera pendu. » Et il le fut en effet.